# El Positivista
El Positivista fue un periódico chileno de carácter filosófico, literario, científico y moral, fundado en la ciudad de Copiapó en 1886 como órgano de la Sociedad Escuela Augusto Comte, creada por Juan Serapio Lois. Su cierre tomó lugar en 1889.

## Historia
El periódico surgió en el contexto de la expansión del positivismo en América Latina durante la segunda mitad del siglo XIX, corriente filosófica inspirada en las ideas de Auguste Comte y difundida en Chile por intelectuales liberales y radicales como José Victorino Lastarria, Valentín Letelier y los hermanos Juan Enrique Lagarrigue, Jorge Lagarrigue y Luis Lagarrigue. En Copiapó, Lois fundó en 1882 la Sociedad Literaria Augusto Comte y, pocos años después, la Sociedad Escuela Augusto Comte, a la que estuvo vinculado el periódico El Positivista.
La publicación se inscribió en un ambiente de efervescencia intelectual y política, caracterizado por el impulso de la educación laica, la separación entre Iglesia y Estado, y la modernización institucional. En este marco, El Positivista se convirtió en tribuna de difusión de los ideales comtianos y de las ideas laicistas y radicales que marcaron la vida pública chilena en las décadas de 1870 y 1880.

## Contenido y orientación
El Positivista defendía los principios de la filosofía positiva, planteando la disolución de la teología y la metafísica, consideradas como formas de conocimiento falsas y destinadas a desaparecer por carecer de verificación empírica. En contraste, se promovía el método científico como fundamento del progreso social y moral.
En sus páginas se insistía en que la conducta individual debía orientarse al pleno desarrollo de las facultades humanas, objetivo que debía cimentarse en la educación pública y en la moral laica. Este énfasis reflejaba la visión de Lois y de otros positivistas chilenos, quienes concebían la escuela como espacio privilegiado para la construcción de una sociedad racional y científica.

## Influencia y legado
El periódico tuvo un papel destacado en la consolidación del positivismo chileno emergente, especialmente en regiones mineras como Copiapó, donde Lois y Letelier impulsaron además sociedades culturales como el "Ateneo Amigos de la Ciencia". Aunque su circulación fue limitada, El Positivista constituyó un referente para la difusión de las ideas positivistas en el norte de Chile y contribuyó al ambiente intelectual que preparó el terreno para la institucionalización de la psicología y de las reformas educativas a finales del siglo XIX.